# Kraaseli (ö i Finland, Norra Österbotten, lat 65,02, long 25,30)
Kraaseli är en ö i Finland. Den ligger i Bottenviken och i kommunen Uleåborg i landskapet Norra Österbotten, i den norra delen av landet. Ön ligger nära Uleåborg och omkring 540 kilometer norr om Helsingfors.
Öns area är 18,8 hektar och dess största längd är 0,9 kilometer i sydöst-nordvästlig riktning.